# Provincia di Ranong
La provincia di Ranong  si trova in Thailandia, nella regione della Thailandia del Sud. Si estende per 3298 km², ha 194 372 abitanti (2020) e il capoluogo è il distretto di Mueang Ranong. È la provincia meno popolosa del Paese e la città principale è Ranong.

## Suddivisioni amministrative
La provincia di Ranong è suddivisa in 5 distretti (amphoe), che a loro volta comprendono 30 sottodistretti (tambon) e 167 villaggi (muban).
| Mappa | Numero        | Nome      | Thai |
| ----- | ------------- | --------- | ---- |
|       |               |           |      |
| 1     | Mueang Ranong | เมืองระนอง |      |
| 2     | La-un         | ละอุ่น      |      |
| 3     | Kapoe         | กะเปอร์    |      |
| 4     | Kra Buri      | กระบุรี     |      |
| 5     | Suk Samran    | สุขสำราญ   |      |

### Amministrazioni comunali
A tutto il 2020, in provincia non vi erano  comuni con lo status di città maggiore (thesaban nakhon). Gli unici due comuni che rientravano tra le città minori (thesaban mueang) erano Ranong, con 19 285 residenti, e Bang Rin con 23 144.  Erano inoltre presenti 10 municipalità di sottodistretto (thesaban tambon), tra le più popolose delle quali vi era Nam Chuet (con 3 674 residenti). Nell'aprile 2020, le aree che non ricadevano sotto la giurisdizione delle amministrazioni comunali erano governate da un totale di 18 "Organizzazioni per l'amministrazione del sottodistretto" (ongkan borihan suan tambon).